# Pontonema parvum
Pontonema parvum is een rondwormensoort uit de familie van de Oncholaimidae.